# Moose Entrance Kiosk
Pour les articles homonymes, voir Moose.
Le Moose Entrance Kiosk est un kiosque d'information américain dans le comté de Teton, au Wyoming. Construit dans les années 1930 dans le style rustique du National Park Service, il a été déplacé de Beaver Creek à Moose dans les années 1960. Aujourd'hui situé le long d'une route à l'entrée du parc national de Grand Teton, il est inscrit au Registre national des lieux historiques depuis le 23 avril 1990.